# 鈴木幸治 (政治家)
鈴木 幸治（すずき こうじ、1916年〈大正5年〉6月19日 - 1998年〈平成10年〉3月6日）は、日本の政治家。宮城県泉市（現・仙台市）長。

## 来歴
宮城県宮城郡根白石村（のち泉村→泉町→泉市、現・仙台市）出身。鈴木兵治・はるの長男。1935年（昭和10年）、宮城県農学校卒。同年、宮城県公立青年学校教員、1938年（昭和13年）、根白石村農業技手、1939年（昭和14年）から3年間、歩兵第4連隊に入隊する。除隊後は根白石村に戻り、農会に勤務する。戦後は根白石村農業協同組合理事、同農地委員長などを務め、1951年（昭和26年）、根白石村議会議員に当選。副議長も務めた。根白石村は1955年（昭和30年）4月に合併で泉村となり、泉村議会議員となる。1956年（昭和31年）、泉村助役、翌1957年（昭和32年）、町制施行により、泉町助役となる。1967年（昭和42年）4月、泉町長に当選。1971年（昭和46年）11月1日の市制施行に伴い、泉市長となる。泉市長を1988年（昭和63年）に仙台市と合併するまで6期21年務めた。合併後は仙台市顧問となった。同年、勲三等瑞宝章を受章。1998年3月6日、硬膜下血腫のため死去した。